# Station Hadfield
Hadfield is een spoorwegstation van National Rail in Hadfield, High Peak in Engeland. Het station is eigendom van Network Rail en wordt beheerd door Northern Rail. 